# Didemnum sachalinense
Didemnum sachalinense är en sjöpungsart som beskrevs av Romanov 1989. Didemnum sachalinense ingår i släktet Didemnum och familjen Didemnidae. Inga underarter finns listade i Catalogue of Life.